# Aliénor de Poitiers
Aliénor de Poitiers oder Éléonore (* 1444 oder 1446; † 1509) war eine burgundische Hofdame und Autorin, bekannt für ihre Schrift Les Honneurs de la Cour, eine Darstellung der Rangordnung und des Zeremoniells am burgundischen Hof, die auf ihren eigenen Erfahrungen mit dem Hofleben beruht.

## Leben
Aliénor war die Tochter des Adligen Jean de Poitiers aus der Champagne und Isabel de Sousa, Mitglied einer unehelichen Linie des Königshauses von Portugal. Ihre Eltern waren beide Mitglieder des Hofes des Herzogs Philipp des Guten und Isabella von Portugal, Herzogin von Burgund. Ihre Mutter war 1429 als Teil von Isabellas Gefolge nach Flandern gekommen und kannte die Unterschiede zwischen dem portugiesischen und dem burgundischen Hof sehr genau.
Aliénor wuchs am Hof auf und diente ab ihrem siebten Lebensjahr an der Seite ihrer Mutter, die zu dieser Zeit die ranghöchste Hofdame Isabellas war. Aliénor wurde 1458 eine Demoiselle d'honneur von Isabelle de Bourbon.
1462 heiratete sie Guillame de Stavele, den Vicomte von Veurne († 1469). Sie und Guillame hatten drei Kinder: einen Jungen, Guillaume (1465–1474), und zwei Töchter, Adrienne (1467–1525) und Antoine (1469–1494). Sie wurde im Alter von etwa 25 Jahren, nur neun Jahre nach ihrer Heirat, Witwe. Sie heiratete nie wieder. Im Jahr 1496 wurde sie zur Ehrendame der neuen Herzogin von Burgund, Johanna I. von Navarra, ernannt, nachdem diese Philipp den Schönen geheiratet hatte.
Sie starb am 14. März 1509 im Alter von etwa 65 Jahren und wurde an der Seite ihres Mannes in der Pfarrkirche von Stavele beigesetzt.

## Les Honneurs de la Cour
Als scharfe Beobachterin und Protokollantin hielt Aliénor de Poitiers zwischen 1484 und 1491 Fragen der Hofetikette schriftlich fest. Ihr Werk wurde später unter dem Titel Les Honneurs de la Cour veröffentlicht. Das Werk ist in zwei Handschriften überliefert, die im 18. Jahrhundert publiziert wurden. Die Ausgabe von Jean-Baptiste de La Curne de Sainte-Palaye in seinen Mémoires sur l'ancienne chevalerie von 1753 ist online verfügbar.
Das Buch beschreibt die Strukturen und Regeln des höfischen Rituals und die Etikette, die den verschiedenen sozialen Klassen und Situationen angemessen war. Sie interessierte sich besonders für die Konventionen, die eingehalten wurden, wenn Damen verschiedenen Ranges im Gebärsaal lagen. Das Buch beschreibt das höfische Leben des Herzogtums Burgund, das zu dieser Zeit als das am weitesten entwickelte und raffinierteste in ganz Europa außerhalb Italiens galt. Ein bemerkenswertes Merkmal des Werkes ist die Darstellung der Bedeutung der Frauen bei der Erinnerung und Weitergabe ritueller Verhaltensweisen im höfischen Leben.
Geschrieben während des politischen Vakuums nach dem Tod von Philipps Sohn, Herzog Karl dem Kühnen, war sich Aliénor bewusst, dass sich die strengen Hofprotokolle veränderten. Sie befürchtete, dass die jüngere Generation die höfischen Regeln vergaß und wollte die starren burgundischen Anordnungen perfekter Höflichkeit, in denen jeder seinen Platz kannte, bewahren. Sie beklagte, dass „die Dinge an vielen Stellen verändert worden, wie wir täglich sehen; aber das kann nicht davon ablenken, noch die alten Ehren und Stände abschaffen, die durch gute Vernunft und Überlegung getan und geordnet werden“. (Depuis les choses sont changées en plusieurs lieux comme l'on voit journellement; mais cela ne peut déroger, ny abolir les anciens honneurs et les estats que sont faits et ordonnez parbonne raison et délibération.)
Neben ihren Beobachtungen aus erster Hand über das höfische Leben am burgundischen Hof stützte sie sich auch auf die ihrer Mutter und die einer anderen adligen Dame, Jeanne d'Harcourt, die 1391 mit dem Grafen Wilhelm von Namur verheiratet war. In Folge galt das Buch als die beste Autorität für die Hofetikette im Königreich Frankreich. In der modernen Zeit ist es zu einer wertvollen historischen Quelle geworden.
Das Buch ist nicht zu verwechseln mit den zeremoniellen Honneurs de la Cour im Frankreich des 18. Jahrhunderts zum Nachweis des Adels.

## Nachleben
Judy Chicago widmete ihr eine Inschrift auf den dreieckigen Bodenfliesen des Heritage Floor ihrer 1974 bis 1979 entstandenen Installation The Dinner Party. Die mit dem Namen Aliénor de Poitiers beschrifteten Porzellanfliesen sind dem Platz mit dem Gedeck für Christine de Pizan zugeordnet.